# Pop Shove-it
Pop Shove-it – trik na deskorolce z kategorii flipów. Polega na nadaniu desce obrotu do przodu o 180 stopni w poziomie (oś krótka deski). Mogą być też Pop Shove-It'y obracane o 360°, 540° lub obracany do tyłu (frontside Shove-It). Niektórzy zaznaczają, że przedrostek "Pop" oznacza większe wybicie, niż tylko te potrzebne by dokonać rotacji niemalże równolegle do podłoża.
Aby wykonać Popa należy:
1. Ustawić nogę na tailu tak, by wystawały palce,
2. Drugą nogę ustawić przed montażówkami,
3. Ugiąć kolana,
4. Przy wyskoku nogę którą mamy na tailu ciągniemy w tył, a jednocześnie drugą nogę ciągniemy do przodu,
5. Podczas gdy deska się obraca skaczemy w lewo(zależy jak kto jeździ) i stajemy na desce.